# Cantons de l'Ain
Els Cantons de l'Ain són 43 i s'agrupen en 4 districtes:
- Districte de Belley (9 cantons - sotsprefectura: Belley) :
cantó d'Ambérieu-en-Bugey - cantó de Belley - cantó de Champagne-en-Valromey - cantó d'Hauteville-Lompnès - cantó de Lagnieu - cantó de Lhuis - cantó de Saint-Rambert-en-Bugey - cantó de Seyssel - cantó de Virieu-le-Grand

- Districte de Bourg-en-Bresse (24 cantons - prefectura: Bourg-en-Bresse) :
cantó de Bâgé-le-Châtel - cantó de Bourg-en-Bresse-Est - cantó de Bourg-en-Bresse-Nord-Centre - cantó de Bourg-en-Bresse-Sud - cantó de Ceyzériat - cantó de Chalamont - cantó de Châtillon-sur-Chalaronne - cantó de Coligny - cantó de Meximieux - cantó de Miribel - cantó de Montluel - cantó de Montrevel-en-Bresse - cantó de Péronnas - cantó de Pont-d'Ain - cantó de Pont-de-Vaux - cantó de Pont-de-Veyle - cantó de Reyrieux - cantó de Saint-Trivier-de-Courtes - cantó de Saint-Trivier-sur-Moignans - cantó de Thoissey - cantó de Treffort-Cuisiat - cantó de Trévoux - cantó de Villars-les-Dombes - cantó de Viriat

- Districte de Gex (3 cantons - sotsprefectura: Gex) :
cantó de Collonges - cantó de Ferney-Voltaire - cantó de Gex

- Districte de Nantua (7 cantons - sotsprefectura: Nantua) :
cantó de Bellegarde-sur-Valserine - cantó de Brénod - cantó d'Izernore - cantó de Nantua - cantó d'Oyonnax-Nord - cantó d'Oyonnax-Sud - cantó de Poncin